# Famous Stars and Straps
Famous Stars & Straps (oder Famous) ist eine US-amerikanische Modemarke, die von blink-182 Drummer Travis Barker im Dezember 1999 gegründet wurde. Der Firmensitz befindet sich in Encino, California und operiert online als Direct-To-Consumer Marke.

## Beschreibung
Das stilisierte „F“-Logo, bekannt als „Badge of Honor“, entworfen von Eddie Santos (Black Flys / Wahoo's Fish Taco) alias „Rock Da Mullet“, ist zum Synonym für die Marke geworden. Famous ist unter anderem auf T-Shirts, Hoodies, Jacken, Hüte und Accessoires spezialisiert.